# 勇者義彥和被引導的七人
《勇者義彥和被引導的七人》（日语：勇者ヨシヒコと導かれし七人）是於2016年（平成28年）10月7日播放的電視劇。本劇為2011年《勇者義彥和魔王之城》，2012年《勇者義彥和惡靈之鑰》之「勇者義彥」系列的第三部作品。由山田孝之主演。

## 概要
2016年4月22日12：00，勇者義彥官方Twitter相隔一年之久後，發布一則全新故事即將展開的發文 。
隔日的23日午前時，發布了「同日正午在新宿ALTA前似乎會發生什麼事的公告」的發文。新宿ALTA前則有一台寫有「勇者義彥復活 ! 確定於2016年播出 !!」及「勇者義彥和被引導的七人」字樣的馬車登場，確定要製作續集，官網也在同時間設立。
本作是以前作《勇者義彥和惡靈之鑰》中，與「暗黑之神」戴斯達克戰鬥過的數百年後作為舞台。數百年後的世界因為最強的敵人——天空魔人而再次化為黑暗時代。於是佛祖透過他的力量讓主角們再度復活並且展開他們的新故事。本作主要的演出者、工作人員以及劇情也都與前作相同。主題曲則由JAM Project負責。

## 主要登場人物
義彥（ヨシヒコ）
演 - 山田孝之
身為主角的勇者。跟以前一樣，正義仍然相當強烈，性格單純，有著像是笨蛋一樣的正直個性。本作依然容易展露其情感，當看到梅列布施展出效用有點微妙的咒文時，會發出「好厲害…」的驚嘆。另外還是一樣不會看場合，第2話中，就很執著咬咬神與殭屍女有無發生關係。由於依然無法用肉眼看到佛祖，所以必須向梅列布借用像是變身用的紅色眼鏡才能看到，戴上時還會因此發出變身的音效。3話中，在有著 FF風的戰鬥中，受2隻怪物攻擊的傷害總計875。
第1話開頭，Lv18時，就挑戰魔王巴魯薩斯。雖然一行人運氣很好順利到達魔王面前，但即使有一籠補血的藥草也依然無法打贏而被全滅。最後就算提升等級打倒魔王，但在佛祖指示下才知道必須要集結七名擁有寶珠的人才能打倒真魔王。
小左（ヒダリー）
第2話被殭屍化的阿紫咬到，讓義彥左手因此生出擁有自我意識並且能變成鐮刀狀的生命体。但他的聲音都是從義彥口中發出。另外變成鐮刀並且伸出來攻擊時，都是幕後的黑子人員負責撐著。在殭屍病菌被消滅後，與義彥話別並且因此消失。
紅衣男
第3話中，因為義彥前往只要一跳就能取得浮在空中的金幣的世界而出現的模樣。因為「難以獲得同意」而被全身打上馬賽克。之後同樣全被打上馬賽克的弟弟（綠衣男）再次一同前往那個世界，卻因此激怒佛祖而將他傳送回來。
有名怪盜的孫子
第6話中，由於愛上薔薇而放棄討伐魔王的模樣。穿著紅色西裝外套，並且配備瓦爾特P38手槍。梅列布曰「完全不像」。
主張「偷走世上所有女性的乳量並讓薔薇平等分配的話，就能讓全部的女性都變成巨乳並且能夠對她們埋乳，並能夠藉此治癒全部的男性而因此世界和平」的宣言，然後再說出「我就是以埋乳為糧食而生!」之後，就與梅列布等人分開而加入薔薇那邊。
在偷到寶物後潛入薔薇的床邊，本來想與她親熱，但之後的故事發展卻與第一季第6話一樣而發現薔薇原來是禿頭大叔變成的，因此就正如梅列布預測一樣而歸隊。
犬義彥(犬ヨシヒコ)
演 - サモン
第8話中，義彥等人到訪達摩神社時，本來想在轉職申請書上寫下「聖騎士」，卻因為邀請之劍被偷，慌亂下不小心將「パ」這個字寫錯成像犬一樣的字，結果被職員以為「犬」而因此變身成狗。在為了找尋回復原狀的方法時，遇到桃太郎而成為夥伴。
為意志薄弱而且自我中心的桃太郎以及其他不可靠的同伴感到棘手，但在旅行中卻發現了當狗的自由，因此向再次相遇到的梅列布魔王發表第2次放棄討伐魔王的宣言。但在打倒鬼以後，再次前往達摩神社轉職而回復原狀。
黑勇者
第9話中，由於義彥從校園村村長口中知道「JK最不擅長應付胡蘿蔔加大棒與壁咚」的建議，因此透過「角色變換神社」而成為像是芹澤多摩雄模樣的超S性格。那樣超S的表現，被團藏喻為「就這樣的話，就能制霸鈴蘭]]」。
在香西愛上他而取得她身上的寶珠後，因為失控而成為胸前有S標誌的巨大黑色怪物。並且會使用一手甩鞭，然後伸出手上的糖果，接著壁咚的攻擊。可是在聽到阿紫的撒嬌後，卻因此回復原狀。
宅男
第12話中，完全放棄擊敗魔王退治，逃避現實的模樣。但在假裝成為宅配人員的佛祖使出佛光普照後而回復原狀。
團藏（ダンジョー）
演 - 宅麻伸
熱血且個性高昂的戰士。第1話的復活費用是100金幣；第10話因等級大幅提升，復活費用要三萬金幣。第3話在FF風的戰鬥中，受2隻怪物攻擊的傷害總計819。
在巴魯薩斯戰中，搞錯藥草種類而吃到解毒用的藥草。就算是被念，也為了要去除體內因為年紀累積的毒素而繼續吃著藥草。之後的魔王戰中，與義彥一起使出會心一擊。
第6話中，與薔薇對峙時，第1次被他偷走半邊的鬢角，第2次則是除了一邊的鬢角外，全部的頭髮都被偷走了。
第7話中，因為中了音樂劇村的陷井，而有被一大群野狗的奔跑踩過去，以及變成野獸等場景。
第8話中，在達摩神社中轉職成為戰鬥大師。
第11話中，在魔王大神殿取得「炎之刃」（ほのお - やいば）。
第12話中對魔王葛梭馬使出炎之刃的攻擊，雖然將他一刀兩斷，卻仍被他再生復活並受到他的反擊而死亡。
オープニングでは刀の一閃で大地を割っている。
團藏老師(ダンジョー先生)
第9話中潛入校園村的模樣。代替前任導師而成為義彥班級的導師。經常帶著一把竹刀。
阿紫（ムラサキ）
演 - 木南晴夏
個性強勢且嘴巴惡毒的村娘。1話中的復活費用要80金幣；第10話因等級大幅提升，復活費用要一萬八千金幣。第3話中，在FF風格的戰鬥中，受到2隻怪物攻擊所受的傷還總計為1194。
2話中曾因為被殭屍咬到而殭屍化，但不知為何卻能夠保持相當亢奮的狀態而會做出很多奇怪的行為。
第6話中，與薔薇對峙時，第1次被偷走胸部，第2次被偷走頭髮，但被梅列布等人說「胸部有偷跟沒偷都差不多」。
第8話中，在達摩神社再次轉職成為魔法師。
第10話中，不會作菜的她被指示要作出「煎鮭魚」，但卻把整條鮭魚放在平底鍋上直接以使出火燄咒把魚烤熟，導致全員因此被普沙爾使咒消滅掉。
第11話中，從魔王大神殿中得到「賢者之石」（けんじゃ - いし），因此讓她學到全部的咒文。
12話中，對魔王葛梭馬使用法術卻沒效，並遭到他的反擊而死亡。
安德烈
第7話中，在音樂劇村中了陷井時的模樣。當初對於自己的模樣以及奧斯卡邀她一起唱歌等情感到疑問，但途中卻與她一起唱跳起來。
小紫(ムラちゃん)
第:9話中，潛入校園村的模樣。以同學身分接近香西，並設計讓她愛上義彥。
美列布（メレブ）
演 - 室剛
與前作一樣，仍然會學到很奇怪的咒文，而且依然擔任隊中的吐嘈角色並常常跟阿紫抬摃。從第1話起，對於太早到達魔王巴魯薩斯的城堡，使用藥草的方法，第2話開頭中，宛如神隱少女的故事發展，以及小左及黑子人員的存在等事情都抱持著很大的疑問。另外還負責其他人無法理解的這個世界運作的詳細系統解說，第3話中，能一定程度理解到FF村相對於他們原來的世界是異世界的關係，並且還盡力阻止義彥到紅衣男所在的世界。第1話的復活費用是3金幣，到第10話因等級升高，復活費用要八金幣（與團藏、阿紫不成比例），最後神父還願意免費復活。第3話中，在FF風格的戰鬥中，受到2隻怪物攻擊所受的傷還總計為2321。
佛祖（仏）
演 - 佐藤二朗
個性及表現依然不變地讓人感到厭煩，廢話也相當多，會在每集給予義彥找尋持有關寶珠的線索。
有一個孩子叫小智，造型也跟他一樣。
阿久（ヒサ）
演 - 岡本梓
個性溫柔，是勇者義彥之妹。1話後雖然送別義彥一行人，但因為仍然擔心哥哥安危而出發跟蹤他們。但由於怕會曝光，因此正在思考解決方法時（第2話），突然有怪物獻出一個奇怪的「變身之杖」給她，讓她能夠在每集都可以變身成不同人物並且繼續跟蹤下去。

## 客串演出

### 第1話「4年後傳說的勇者再出動! 打倒天空魔王!!」
魔王巴魯薩斯
配音 - 中井和哉
第1話開頭中，與義彥一行人戰鬥的魔王。初戰時就全滅了義彥他們，之後，與等級提升的他們再次對戰。最後遭義彥及團藏使出會心一擊而受到致命傷。並在火燄及電流的包圍傷害下，由梅列布使出甜點咒，讓他因為想吃甜點而因此消失。但他並非最終魔王，佛祖曰只是名等級為「知事」的魔王。
盗賊A
演 - 菅田將暉
出現在繼續要挑戰巴魯薩斯的義彥一行人面前的盗賊。要求他們要獻上錢及食物，自稱自己「很強」，但卻一直沒注意到背後有一名躲在樹旁的忍者，就算梅列布好幾次提醒他，也依然沒注意到。但在忍者被義彥打倒後，他對於能夠見到忍者似乎相當呀異，並且正要說出他與忍者間的真正關係時，被不理會現場氣氛的義彥打倒。
雖然團藏認為盜賊和忍者是雙胞胎，但被梅列布以「臉根本不像」為由而否定。
忍者
演 - 戶塚純貴
一直盯著盗賊的忍者。擁有能夠躲在盜賊背後不被他發現，但卻被義彥一行人看到的微妙實力，向盜賊丟出許多手裡劍，但準度奇差無比，一個都打不到。另外多次躲慢的時候，會發出怪聲，然後跌倒。最後在手上的手裡劍全部射完時，被義彥打倒。
神父
演 - 鎌倉太郎
負責在教会進行祈禱、解毒及復活同伴的神父。有點受不了義彥的憨直。對於義彥一行人為何能在等級18時到達魔王那裡，則說出「好像是bug的關係…」。

### 第2話「在黑暗中徘徊的死人…小隊在卡魯巴多村解散!?」
羅賓（ロビン）
演 - 瀧藤賢一
負責處理卡魯巴多村殭屍危機，也是卡魯巴多村中唯一沒被感染的人，告訴義彥一行人，有關可以解決殭屍危機的「咬咬神」的情報。為持有寶珠的其中一人，從自己的股間拿出綠色並沾有毛的寶珠交給解決殭屍危機的義彥一行人。
小智（さとし）
演 - 小山春朋
佛祖的兒子。代替要去收宅急便的佛祖，幫他回應義彥等人的問題。喜歡吃肉。在佛祖問他有關下界的感想時，說出「常出現在2小時推理劇中的鬢角大叔（團藏）好可怕」。
咬咬神（噛みの神）
演 - 片岡愛之助
能夠治好被殭屍咬到，但還有人類意識的神明。但在義彥一行人到達時，已經變成殭屍，並且企圖讓義彥以為已經沒有任何方法可以除去殭屍病毒，可是卻被義彥看到他從神社裡面走出來的殭屍女友，並因此一再追問他後，在招架不住下，只好向義彥他們告知一個可以除去殭屍病毒的寶物情報。。
美女殭屍
演 - 手島優
咬咬神的女朋友，擁有相當好的身材。

### 第3話「新系統!? 在FF村與新戰士一起戰鬥吧!!」
盗賊B
演 - 渡邊一惠
阻擋在義彥等人面前的盗賊，並向他們勒索錢和食物。是個渴求看到血肉的殺人狂，所以如果不依照他的要求，也會以「想要見血」為由而要求戰鬥。
在氣勢十足地與義彥及團藏對戰時，他的小弟追上來告知他，他們租的錄影帶已經逾期的事情，讓他戰意大幅度下降。就算因此想要繼續戰鬥下去時，也被梅列布告知他「逾期罰金要54000金幣」，以及團藏告誡他「明天就要變成6萬金幣」，讓他因此為了要趕快返還錄影帶而撤退。
阿繁（シゲ）
演 - 太賀
盗賊B的小弟。追上與義彥一行人戰鬥的哥哥，並且告誡他「因為想要在3天內盡情看電影，而借了10片錄影帶（1片300金幣），但最近顧著砍人而忘了還片，還逾期了9天」・「那家錄影帶店的逾期金是租金的2倍」・「必須要持有會員證的本人才可以還片」・「今天關門的時間快到了」等語，而與大哥一起撤退。
瓦里（ヴァリー）
演 - 城田優
FF村中反抗軍的型男戰士。長得高又帥，也是持有寶珠的其中一人。對於自己名字的發音很執著，當他人無法正確發出「（V）」的發音時，會一直教導他們。在FF風的戰鬥中，受2隻怪物攻擊的傷害總計為905。
為了打倒施行暴政的国王格拉西斯・甘達・瓦利多（グラシス・ガンナ・ヴァリドール），邀請義彥一行人一起參與戰鬥。在前往國王的別墅時，因為義彥一行人捲入奇怪的旋渦之中而分開，之後，向再次拜訪FF村的梅列布一行人告知他們勝利的訊息，並將藍色的寶珠交給他們。
巴西亞（バッシア）
演 - 平山祐介
瓦里的同伴，有型的武鬥家。在FF風的戰鬥中，受2隻怪物攻擊的傷害總計為680。
艾許（アーシュ）
演 - 石田妮可
瓦里的同伴，有型的白魔導士。在FF風的戰鬥中，受2隻怪物攻擊的傷害總計為1175。
巴魯福（バルフロア）
演 - 水田航生
瓦里的同伴，有型的黑魔導士。作中會使出雷魔法。在FF風的戰鬥中，受2隻怪物攻擊的傷害總計為1195。
水果店的女店員（フルーツ屋の女店員）
演 - 山野海
路邊攤老闆，告訴阿紫要購買她全部的水果要150基爾，並且對於他們沒有基爾這件事感到驚呀。
壯漢（大男）
演 - 勝矢
在與巨大魔物對決的世界中，與巨大魔物戰鬥的男人，並向偶然闖入到這個世界義彥一行人求助。
綠衣男
演 - 野村啓介
可靠的弟弟。與義彥一樣，全身被打上馬賽克。

### 第4話「勇者對薩拉戈納村的睡美人求婚!? 魔物之淚是解藥」
盗賊介紹人
演 - 富澤岳史（搞笑組合「三明治人」）
出現在義彥面前，負責解說接下來要出現的盗賊的人。似乎因為容易出現盜賊，所以對義彥一行人慎重地介紹接下來的流程（自我介紹、前奏、敗戰宣言、下跪認錯）。雖然誇獎了依照他的指示的義彥，但被感到厭煩的團藏拿邀請之劍打倒。
魯多朗（ルドラン）
演 - 大和田伸也
薩拉戈納村的國王。為了讓女兒・芙蘿莉亞甦醒，因此公佈稱能夠得到北方山上的「魔物眼淚」之人，就可以與他女兒結婚。本人似乎不擅長完整念出魔物的眼淚這句話。
芙蘿莉亞（フロリア）
演 - 山本美月
魯多朗之女，因病昏睡一年以上。持有粉紅寶珠，也是持有寶珠的其中一人。最後雖然要與得到魔物眼淚的義彥結婚，但因為忘不了拉庫托魯，而與他一起私奔。
魔女
演 - 水野美紀
在薩拉戈納村經營小酒吧「美古」的魔女。企圖讓芙蘿莉亞吃下可以沉睡十年的果實（眠眠果実）以後，喝下她的血，並且變成像廣瀨鈴一樣的20歲美貌。教唆阿紫實行這項計畫，卻以失敗告終。之後雖然想要讓阿紫吃下果實，並且喝她的血來取代，但因為只是個一般的老太婆而最後被前來救援的團藏及梅列布迅速擊敗。
拉庫托魯（ラクトル）
演 - 坂本祐介
村中的青年。曾與芙蘿莉亞發誓要一起結婚。會發出豬叫聲。

### 第5話「達修村與五位神明!! 史上最強最危險的冒險!?」
普通盗賊
演 - 鈴木浩介
義彥一行人面前出現的盗賊，脅迫他們交出錢和食物。是位沒有像是先前在意小弟弟位置的盗賊，舔了毒刀而死的盗賊，惡老婆從後出現的盗賊等人「奇特點」的普通盗賊，對於梅列布及阿紫提到這點非常在意，因此讓他在戰鬥中使出像是眼鏡掉了再找眼鏡，毫無原因地使用東北腔等搞笑段子，但依然只有微妙的改變。
最後被梅列布勸諭去成為一位有特色的盜賊後而撤退，但在被離開時又被到他很普通而為此大吼一聲。
離去時，詢問說能否成為「與母親一起登場盗賊」，卻梅列布說出「以前就出現了」而駁回。
阿城
演 - 堀裕人
隊友們都叫他「Leader」，是達修村的居民。想要從事樂團活動，但因為被魔物詛咒而只能從事農業。
阿松，阿達，長瀨，太一
演 - 野村啓介，金子伸哉，末松暢茂，安藤亮司
是達修村的居民，與阿城起組成樂團。
CX
演 - 佐藤正和
住在「CX之廟」的山神，並且戴著王冠。過去是被稱為最強的神，但在義彥等人來到時，就已經死亡。梅列布鼓勵他「在一些時間，我想就會復活」「沒問題的。我很期待」。
招日
演 - Maki
義彥等人詢求幫助的神。是位戴著眼鏡，手拿紅茶杯且冷靜沉著的老紳士。實力高強而且也願意幫助義彥他們，但因為發生事件的警報聲響起而只好優先處理其他案件。稱義彥為「官房長官殿」。
梅列布對此雖然大力吐嘈，不過在團藏說出「我想到還有週六的事情」而讓現場冷下來。
龜島
演 - 鎌倉太郎
招日的部下。穿著綠色夾克外套的熱血漢子。
豚局
能夠求助的神明之一。因為在阿城的信中寫著「恐怕無法勝過日太」，所以一行人也沒有去找他，而因此成為本編未登場的神。
另外信中也提到「他擁有偶而可以在週日晚上贏過日太的實力」這件事。
咚台
演 - 柄本時生
住在西邊山上的廟，有著長得像是7一樣，並擁有香蕉外型角色的神。佛祖稱他是唯一可以求助的神，似乎有點輕浮，在義彥等人請求下而與他們一起前去要打倒日太，卻被他一撃打倒。
日太
演 - 德光和夫
住在南邊山上的廟，並且守護達修村的守護神。也是擁有黃色寶珠的玉人之一。有著會讓人想到某電視台吉祥物的外貌，並攻擊前來要打倒他的義彥等人，最後被過時段子打倒，並回復成原來溫柔的神明。
回復過後，在與義彥的對話中有插入了一些像是「現在到中午了嗎？」「會用愉快的心情守護村子」等暗指日本節目名的台詞。

### 第6話「烏迦斯村全村都是盜賊!! 奪走光球的美女」
盗賊C
演 - 間宮祥太朗
義彥等人面前出現的盗賊。有著與義彥・團藏不相上下的實力，在梅列布拿出紅白機手把後，發現他的血量只剩下1點，即使在梅列布及阿紫的煽動，以及團藏勸他不要戰鬥趕快撤退，但他為了村裡的夥伴，必須要拿到許多土產為由而拒絕，結果因為摔倒受傷而死，溫柔的義彥還為此將他的棺材扛到教會進行復活。
梅列布稱他是「HP剩下1的男人」。
建陀多（カンダタ）
演 - 高嶋政宏
烏迦斯村中盗賊們的老大。持有橘色寶珠，為持有寶珠的其中一人。似乎是位只偷有錢人的義賊，也是位寶物收藏家。不在意對方的私人空間，會在接近他人時才講話，而且聲音也非常大聲。雖然是有名的盜賊，但對於保護自己偷到的寶物卻疏於防守而被薔薇偷走他的寶珠，另外睡相也非常好。
在知道自己持有的寶珠可以幫忙打倒魔王後，很快就答應將寶珠送給義彥他們。
建陀多的小弟
演 - 山本泰弘
偷走來訪烏迦斯村的義彥身上的寶珠的人。
羅森（ローゼン）
演 - 中村靜香，橋澤進一（解除魔法後）
有著魔鬼身材的女盗賊。偷走義彥一行人身上最重要的東西。但真面目是個頭髮稀疏的大叔，因此與魔法師的約定而被施展「無論偷什麼東西都不能與男人接吻」的魔法。在面具被揭開後而被解除魔法，回復原狀。
有著盜賊模樣的一行人
演 -
在義彥加入薔薇後的夥伴。裡面有戴著帽子留著鬍子的射撃高手以及石川五右衛門後裔等成員。
像是某個守護著作權的吉祥物
演 -
在義彥加入薔薇他們後的夥伴之一。與其他成員相比，看來較為輕浮，被梅列布說他只會偷特定的東西。
一身國際刑警打扮的男子
演 - 佐藤正和
有著像是一直在追捕穿著紅色夾克怪盜的警官的男人。在義彥不知道被薔薇偷走什麼東西的時候，對他說出魯邦三世卡里奧斯特羅之城的名台詞。

### 第7話「Musical村的旋律…藝術之神守護此村的祕密!?」
盗賊D
演 - 矢部享祏
在南国旅行的登機前，襲擊義彥一行人的盗賊。由於時間緊迫，所以急切地要求義彥他們交出錢和食物。因為怕行李被人偷走，所以戰鬥中一直不肯放開行李箱，還好幾次撞到義彥的腳，給了他很不起眼的傷害。
最後因為認為無法趕上登機而撤退。離開時，義彥拜託他買土產夏威夷果回來。
盗賊D的妻子
演 - 澤真希
很在意時間，與孩子一起看丈夫與義彥一行人戰鬥。
盗賊D的孩子
演 - 水野哲志
在爸爸戰鬥的過程中，向爸爸說「想吃ロコモコ（Loco moco）」。
警官
演 - 浦井健治
音樂劇村的警官。將偷走麵包和銀器的義彥關入牢裡。真面目是魔物。
馬羅耶主教
演 - 今拓哉
音樂劇村的主教。雖然原諒義彥的竊盜行為，但還是被他竊取銀器。真面目是魔物。
奧斯卡
演 - 壯一帆
雷歐帕魯德的部下。阿紫中了音樂劇村陷阱後出現， 邀請他一起拯救法國。真面目是魔物。
美女
演 - 新妻聖子
雷歐帕魯德的部下。虜獲了成為野獸的團藏的心。真面目是魔物。
雷歐帕魯德
演 - 大地真央
音樂劇村的首領。持有紅色寶珠，為寶珠的持有人之一。真面目是個充滿關西風的大嬸，被喜歡唱歌及跳舞的魔物們變成歌劇演員。
認為寶珠是「藝術女神（謬思）給與村子的寶物」。從奧斯卡等人那邊得知義彥要取走寶珠後，為了保護寶珠而下令對他們施予「音樂劇村的陷阱」。最後在魔物們消失後回復原狀，並送給義彥糖果。

### 第8話「在巴波魯村替換勇者…在達瑪轉錯職的危機!!」
女盜賊古蕾雅（女盗賊クレア）
演 - 片瀨那奈
等待義彥一行人的女盗賊。有著高尚的裝扮和高傲的態度，讓阿紫相當討厭她。對於盜賊該做什麼似乎不知情，還呼叫薙刀術老師出來請他指導如何使用武器，最後嫌麻煩而派人送團子給工作人員後自行回去。團藏曰「與女演員結婚後就麻煩」。
隨從（付き人）
演 - 金子伸哉
古蕾雅的隨從。雖然拿著陽傘在旁幫忙遮陽，但似乎不太精明而常阻礙到古蕾雅，梅列布評價他稱「開除那傢伙會比較好」。
殺陣師森田
演 - 鎌倉太郎
古蕾雅聘請的薙刀術老師。
另一位佛祖（別の仏）
演 - 內田朝陽
代替在家反省的佛祖4号的代理佛祖。由於穿著西裝，並且表現能幹而認真的一面，讓義彥一行也稱讚他稱「這一位比較好」，但之後由於佛祖4號可以出面而與他交班。
不知為何，義彥能直接看到他。
蹦奇（ポンジ）
演 - 川久保拓司
以前代替義彥而加入的原遊人。在達摩神社中轉職成「超級巨星」，但比以前更讓人反感，並且與以前一樣，依然不愛疲勞和髒活。
桃太郎
演 - 山田孝之（分飾）
被雙親突然命他去打倒惡鬼而因此展開自己不喜歡的旅行的桃太郎。長得像義彥。自認為是「寬鬆世代」。
猴子（猿）
演 - 柳樂優彌
桃太郎的同伴之一。是一位能與狗相處得來而且讓人感覺不像猴子的猴子。
雉雞（キジ）
演 - 若葉龍也
桃太郎的同伴之一。本來想要御手洗丸子，但在吃了吉備團子後仍成為桃太郎的同伴。犬義彥說他「完全不可靠」，但被他反駁說「至少比麻雀強」。
浦島太郎
演 - 鎌倉太郎
唱著 某通訊公司的廣告歌，是桃太郎的同伴之一。
金太郎
演 - 金子伸哉
桃太郎的同伴之一。
黑人
演 - 副島淳
稱犬義彥為「爸爸」，是桃太郎的同伴之一。
村長
演 - 山下真司
巴波魯村村長。公佈稱要將寶珠送給祭典「男子漢祭」的優勝者。對於逃避祭典的梅列布及團藏施以熱情的鐵拳來激發他們。

### 第9話「勇者在校園村覺醒!! 與純情寶珠人之戀」
村長
演 - 蛭子能收
校園村（音之木澤高中）的村長（校長）。前佛祖，決心成為天下所有校園村的村長。4號佛祖的酒友。知道義彥一行人來到此地的目的之後，毅然提供協助。
香西園佳（香西そのか）
演 - 川榮李奈
校園村的在學學生。體內擁有紫玉，為七位「引導寶珠」擁有者的其中一人。得知目前就讀的學校及將要廢校，便組成校園偶像團體「口紅少女組」，以提高入學率為訴求，期待能讓學校免於廢校的命運。
艾佛烈（アルフレッド）
演 - 小關裕太
園佳的學長。多金帥哥。為追求園佳而不斷向她示好，真面目是魔物，不讓義彥一行人取得園佳擁有的紫玉是他的主要任務。最後計畫失敗而撤退。
口紅少女組（ルージュ）
演 - HKT48（村重杏奈、本村碧唯、森保圓、秋吉優花、松岡菜摘、松岡花、宮脇咲良）
為了讓音之木澤高中免於廢校的命運而組成的校園偶像團體。

### 第10話「天空城的奇怪嚮導…試煉之門與絕望迴圈!!」
普沙爾（プサール）
演 - 小堺一機
管理天空城的天空人，擁有可以變身不同人的技能。雖然本人亦希望義彥一行人能打倒魔王，但因為阿久懇求幫忙阻止哥哥挑戰魔王而決定協助她，並在不同房間中故意難倒眾人，之後乘機施放死咒，使義彥必須不停打怪籌錢復活眾人，希望藉此使義彥知難而退。
- 和晃（カズーキ）

在依照骰子擲出的主題來談論話題的「第一間」登場。骰子上的主題分別有「大恋愛的結束、大失戀的故事」、「實際上會讓人嚇到暈倒的故事」、「獨一無二的親人間的故事」、「史上最強的笑話」，結果因為義彥無法說出「史上最強的笑話」而無法過關。
- 堺正章

在能夠作出料理就能獲得星星的「第二間」登場（本作中由堺正章負責評價）。指示阿紫作「法式牛油煎鮭魚」。結果阿紫用咒語使出強烈火焰，把魚烤焦。
- 似乎住在廣大大地的父親

在即將關店的拉麵店（「第三間」）中登場。以「我的孩子還在吃麵！」而大聲怒斥中咒想要收拾餐具的義彥。
似乎住在廣大大地的兄妹
演 - 高木星來（兄）・坂元杏瞳（妹）
在即將關店的拉麵店中吃麵的孩子們。
拉麵店店員
演 - 川面千晶
對著在即將關店的拉麵店中只顧著談話而不吃麵的親子們抱怨的店員。
導航的外国人
演 - MAX PANTHER
由佛祖介紹，負責確實導航到想去的地方，並戴著安全帽的外國人。指引義彥他們到達天空城。
因為工作認真，讓梅列布感嘆地稱「最初由他導航就好了」。
神父
演 - 鎌倉太郎
於第1話出場後再登場。因為義彥一行人重複中死咒前來求救，最後有點不勝其煩。

### 第11話「面對魔王前在迷宮裡睡覺並取得最強裝備!!」
徹子
演 - 池谷伸枝
在魔王大神殿内部經營旅店的女老闆。長著像是某個經營溫泉旅館並且會奪走他人名字的老魔女。住宿費是每晚每人一万金幣。對於搞笑藝人會很嚴格。
殺手貓（吉胖喵）
声 - 小櫻悅子
在魔王大神殿内部，負責守衛「必殺之劍」的守護者。雖然有著強力的招式，但個性懶散。最後因為「喵KB的演唱會要開始了」而直接離開。

### 完結篇「死鬥開始…最強的魔王降臨」
天空魔王葛梭馬（天空の魔王ゲルゾーマ）
配音 - 堤真一
住在魔王大神殿，所有事件的幕後黑手，最終大魔王。與先前系列作的魔王相比，個性較輕浮。另外被他殺害的話，就無法再度復活。
第二形態
被七位「寶珠的擁有者」攻擊後而變身的第二型態。雖然看似被必殺之劍攻擊而被打倒，但卻再度復活。
第三形態
自第二形態進化的姿態。型態與電玩遊戲《勇者鬥惡龍4》的最終大魔王的最終形態極為神似。不但不怕寶珠持有者以及義彥三個同伴的攻擊，還一擊打倒除了義彥以外的所有夥伴，將義彥逼到困境之中。最後義彥召喚過去的自己組成義彥軍團，發動總攻擊將他打敗。
七位寶珠的擁有者（羅賓、瓦里、芙蘿莉亞、日太、建陀多、雷歐帕魯德、香西園佳）
演 - 瀧藤賢一、城田優、山本美月、德光和夫、高嶋政宏、大地真央、川榮李奈
受義彥招喚出來，一同攻擊天空魔王葛梭馬的七位寶珠擁有者。由於大家都有各自的日程，因此本人都只出現在《藍色大門中的世界》。在最後決戰中，則是由他人戴著他們的臉孔面具登場。

## 咒文、特技
主要為梅列布學到的咒文，但除了梅列布使用的咒文以外，其他咒文都來自勇者鬥惡龍系列的咒文。

### 梅列布
相撲（スモーデ）
會讓人變成「看人不爽時，就會想用相撲與人對決」，只要再對被施術者使用「停相撲」就會解除。
腋下臭（ワキガンテ）
會讓人腋下散發出恐怖的臭味。能夠進化成上級咒文「腋下超臭」。
粗眉毛
前作中也有登場。會讓人的眉毛變得很粗黑。
甜點咒（スイーツ）
第一作中有登場過，會讓人想吃甜食。
胸罩移位（ブラズーレ）
無論被施術者有無穿胸罩都沒關係，施展時會讓人有感到胸罩被移位，覺得羞恥而無法戰鬥。
通點電（チョイデイン）
可以發出微量的電力治療敵人的肩酸腰痛，只要念一萬次時可以得到像是雷電咒一樣的威力
歡呼咒（チアーズ）
能召喚當地女大學生幫人加油，並能提升全隊的攻撃力及防禦力，但如果來的不是自己喜歡的類型就無效，團藏曰「（攻撃力、守備力）比以前更下降了」。
過時段子（イマサーラ）
會讓人因為使出過時的搞笑段子而感到羞恥，但如果對象不知道那個段子就無效。
捨身開蓋（フタメガンテ）
能讓所有蓋子打開的魔咒。施展後無論是什麼不能打開的蓋子，都能以自己的生命為代價而變成可以打開，打開後也會因此死掉。劇中，讓義彥因此想要打開圍爐中的鐵壺蓋子。另外只要倒過來念，就能解除咒語。
虛報咒（サバーハ）
被施咒者會多少虛報關於自己的資料。
Hyada●●
好像可以向週末就能見到的偶像們提供曲子。甚至還會得到某位漫画家阿姨主持的深夜節目的邀請。
雖然與有名的冰系咒文同名，但其實完全無關。
カオパス
要去吃飯時，能從店外就知道這家店好不好吃。此外還能夠有像是持有折價券一樣的折扣，但需要持有折價券。
哈哈咒（ゲラ）
第一作也有登場。是能夠讓人笑點下降的咒文。雖然本來要對卡茲基使出，結果卻反而施放在義彥身上，並發生效力。
轟炸蚊（モスキテ）
會讓被施咒者感到有蚊子在旁邊飛來飛去的感覺。
チョヒャド
第一作也有登場。會被施咒者体感温度下降到想要披上大衣的程度。
淺田
被施咒者會使出花式滑冰的跳躍動作。義彥被施展時會使出後內跳以及後外點冰跳。美列布亦深信魔王必定中咒（日語中「真央」（マオ）和「魔王」（まおう）近音）。

### 阿紫
美拉佐瑪（メラゾーマ）
第1話中，由等級提升的阿紫使用。能一擊打倒怪物，但對第12話中第三狀態的天空魔王葛梭馬無效。
貝基拉瑪（ベギラマ）
火炎系攻擊咒語，第10話中由阿紫使用，能使出強力火焰。在天空城「第二間」烹飪中使用，結果一擊把鮭魚烤焦。
查歐立克(ザオリク)
第11話中，由學得賢者之石咒語的阿紫使用，能使死亡的隊員馬上復活。
利雷米特(リレミト)
第11話中，由學得賢者之石咒語的阿紫使用，能使全體人員脫離地牢。結果義彥在魔王大神殿內的毒潭中毒時，咒語被奇怪的力量抵消。
魯拉（ルーラ）
原本是佛祖使用（第1話，見下）。第11話中，由學得賢者之石咒語的阿紫使用，能使義彥一行人直接被傳送到卡波伊村。阿紫在義彥身陷毒潭時施出咒語，結果眾人上升時撞上魔王大神殿地牢的天花板反彈回原地，義彥亦馬上死亡。
夏達爾克（ヒャダルコ）
冰系攻擊咒語，第11話中，由學得賢者之石咒語的阿紫使用，在對戰中能使一名敵人化成冰柱後碎裂。
貝荷瑪珍(ベホマズン)
第12話中，由學得賢者之石咒語的阿紫使用，能使己方全體HP完全恢復。
斯庫爾特(スクルト)
第12話中，由學得賢者之石咒語的阿紫使用，能使己方全體防禦力提升。

### 梅列布、阿紫以外的人使用的咒文
混亂咒（メダパニ）
第1話中由鬼的怪物使用，會使中咒者陷入混亂。義彥被施展時，分別作出拿劍上下揮舞繞圈、用劍敲地面、砍草、大笑、跑去騎在史萊姆騎士的史萊姆身上，被魔物們說「太混亂了」。
魯拉（ルーラ）
第1話中由佛祖使用，讓義彥一行人直接被傳送到卡波伊村。
自動除菌離子Plasma cluster（プラズマクラスター）
第2話中登場，是為了發動「能夠除去殭屍病毒」的寶物時，所需要的關鍵字，不過嚴格來說並非咒文。
逃脫（エスケプ）
艾修使用的召喚魔法，能夠因此召喚陸行鳥並騎著牠們離開戰場。
嚴格來說並非咒文，而是FFⅢ的魔法。
死咒（ザラキ）
第10話中由天空城管理人普沙爾在三房間對義彥一行人使出，使對方全體成員馬上死亡。第11話由寶箱內的模擬怪使出，只令義彥一人死亡。

## 播放標題、物品
| 各話 | 播放日         | 物品 | 梅列布的咒文              | 阿久變身的東西及演出者                              |
| ---- | -------------- | --- | ------------------------- | --------------------------------------------------- |
| 壱   | 2016年 10月8日 | 藥草：能夠少量回復HP的物品。雖然準備很多、但因為被魔王一擊必殺而派不上用場。 解毒草：能夠解毒的物品，但對於年紀大的毒素沒有作用。 紅色護目鏡：讓義彥能夠看見佛祖的物品，但被佛祖念說「不要把他看成是怪物」。                        | 相撲 腋下臭 粗眉毛 甜點咒 | -                                                   |
| 弐   | 10月15日       | からくり：要讓殭屍化的カルバド村居民回復原狀。 | ブラズーレ                | -                                                   |
| 参   | 10月22日       | 艾修的內褲：義彥在反抗軍的據點中發現的東西，雖然企圖放在包包中帶走，卻被瓦里阻止。 | 通點電 胸罩移位           | 『前一代』出現的公主：中川翔子                      |
| 四   | 10月29日       | 眠眠果實：魔女交給阿紫的奇怪果實，吃下去時會沉睡10年。 魔物的眼淚：為了讓フロリア甦醒所需的物品，但由於魔物太強而一直無法取得，最後靠著義彥一行人透過團藏講了一個又臭又長的故事，讓他無聊打哈欠而落淚時才順利取得。                 | 胸罩移位 チアーズ         | 全身穿著華麗粉紅洋裝並且拍照的老婆婆：林家パー子    |
| 五   | 11月5日        | 卷軸：是阿城為了找到可以幫助義彥他們打倒日太的神，而交給義彥一行人的東西，除了日太以外，有記載4個神明的情報資料。 土産：由回復原狀的日太交給義彥一行人的東西，外觀則是球衣及球帽等物品。                                            | 過時段子                  | 穿著白內褲的男人：とにかく明るい安村                |
| 六   | 11月12日       | 控制器：梅列布為了調查盗賊C剩下的血量而使用。可以「切換遊戲畫面」，調查敵我雙方的狀態。 宝箱：カンダタ用來存放橘色寶珠的「それっぽい箱」。但裡面的東西已經被偷走。 木棒：魔杖被偷走的梅列布，為了使出捨身開蓋而用來暫代魔杖的東西。 | 捨身開蓋                  | 經常會在2小時推理劇中看到的穿著和服的女性：山村紅葉 |
| 七   | 11月19日       | 法國麵包和銀盤：遭施展催眠術的義彥所偷走的東西。 糖果：回復原狀的阿瞳送給義彥的東西，很普通的糖果。 | サバーハ                  | 扮成魔物的墨鏡男：木根尚登，以及長髮男：宇都宮隆    |
| 八   | 11月26日       | 吉備丸子：桃太郎從爺爺奶奶那邊拿到的丸子。不能說難吃，也不能說好吃，很半桶水的味道。 紫色寶珠：男子漢祭典的優勝獎品，但其實是假的                                                                                                   | ヒャダ●●                  | 長得像是名主持人‧塔摩利的人：コージー冨田           |
| 九   | 12月03日       | 項鍊：成為壞勇者的義彥，稱作是「項圈」並且壁咚後給的禮物。有著心型鑰匙孔的設計。 | カオパス ヒャダ●●         | （變身但不出現，作為下集伏線）                      |
| 十   | 12月10日       | 天空城：天空人プサール管理，並能夠飛向空中的城堡。必須要透過義彥蒐集的七顆寶珠才能啟動，是唯一能夠到達被四面峭壁包圍而位於天空中的魔王之城的交通工具。                                                                              | ゲラ モスキテ             | プサール                                            |

## 主題曲
- 片頭曲 
  - JAM Project「The Brave」（Lantis）
- 片尾曲
  - 7!!「きみがいるなら」（史詩唱片日本）

## 背景細節
OP片尾 勇者ヨシヒコと導かれし七人上方寫著一行小字 テレビ東京 六本木３丁目移転プロジェクトドラマ24 ,透露著眾人期盼的2016年東京電視台辦遷至六本木新大樓計劃.

## 得獎紀錄
- CONFiDENCE日劇大獎 年間大賞 2016
  - 最佳男主角獎（山田孝之，與《黑金丑島君 Season3》齊得名）

## 備注
1. ↑  TX_YOSHIHIKO 2016年4月22日
2. ↑  TX_YOSHIHIKO 2016年4月23日
3. ↑  . ねとらぼエンタ. 2016-04-23  [2016-04-24]. （原始内容存档于2020-11-25）.
4. ↑  . JAM Project 官方網站. 2016-07-30  [2016-09-06]. （原始内容存档于2019-07-18）.
5. ↑  戲仿自『LoveLive!』。但扮演教師的團藏說出廢校的那一幕，則是戲仿福田雄負責編劇的電影的『功夫棒球』。
6. 1 2  .   [2020-12-13]. （原始内容存档于2016-10-05）.

## 外部連結
- 勇者義彥和被引導的七人 官方網站 （页面存档备份，存于）
- 「勇者義彥」官方twitter（@TX_YOSHIHIKO） （页面存档备份，存于）
- 「電視劇 勇者義彥」官方Facebook

| 日本 東京電視台 週五深夜連續劇   | 日本 東京電視台 週五深夜連續劇                       | 日本 東京電視台 週五深夜連續劇 |
| -------------------------------- | ---------------------------------------------------- | ------------------------------ |
|                                  | 勇者義彥和被引導的七人 （2016.10.08 - 2016.12.24）   |                                |
| 俠飯 （2016.07.16 - 2016.09.24） | Byplayers 同居吧歐吉桑們 （2017.01.14 - 2017.04.01） |                                |

| 臺灣 印度尼西亞 新加坡 緬甸WakuWaku Japan 星期五 晚上9點 | 臺灣 印度尼西亞 新加坡 緬甸WakuWaku Japan 星期五 晚上9點 | 臺灣 印度尼西亞 新加坡 緬甸WakuWaku Japan 星期五 晚上9點 |
| -------------------------------------------------------- | -------------------------------------------------------- | -------------------------------------------------------- |
|                                                          | 勇者義彥與被引導的七人 （2017.5.19－2017.8.4）           |                                                          |
| 勇者義彥與惡靈之鑰 （2017.3.3－2017.5.12）               | 俠飯 （2017.8.11－2017.10.13）                           |                                                          |

| 香港 Now觀星台 星期六、日 22:45-23:20 | 香港 Now觀星台 星期六、日 22:45-23:20              | 香港 Now觀星台 星期六、日 22:45-23:20 |
| ------------------------------------- | -------------------------------------------------- | ------------------------------------- |
|                                       | 勇者義彥與被引導的七人 （2017.01.15 - 2017.02.25） |                                       |
| 俠飯 （2016.12.18 - 2017.01.14）      | 警視廳 印尼炒飯課 （2017.03.04 - 2017.05.06）      |                                       |